# Village communautaire israélien

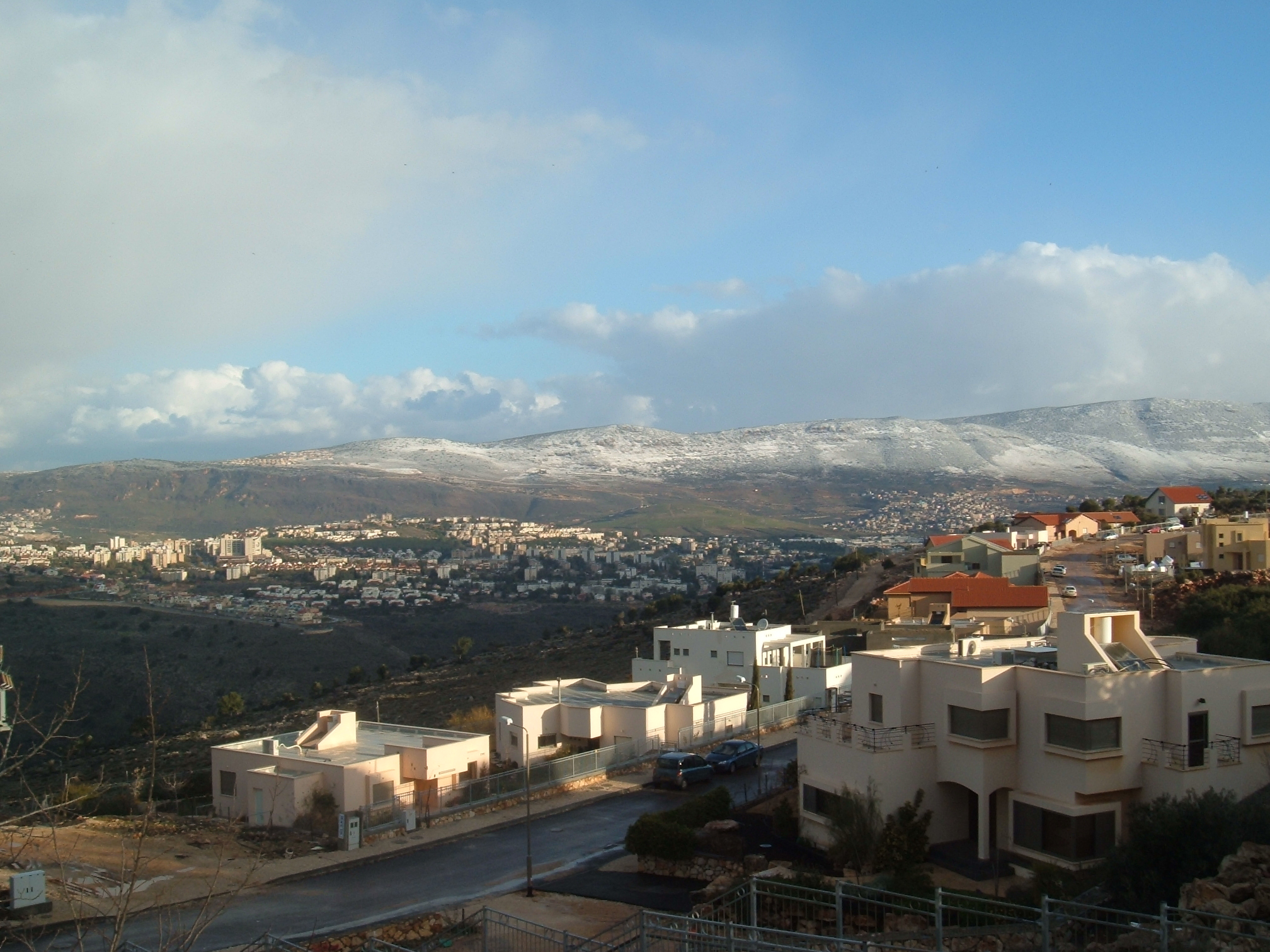
Vue d'Eshhar, une localité communautaire du nord d'Israël.

Un village communautaire, en hébreu : יישוב קהילתי / Yishuv Kehilati, est un type de village habité exclusivement par des Israéliens en Cisjordanie, territoire palestinien occupé, et en Galilée, région en Israël, dans des zones où les Palestiniens de citoyenneté israélienne sont nombreux ; il est établi en milieu rural montagneux mais sans caractère agricole, et organisé en coopérative. Ces implantations ont reçu une impulsion décisive du Goush Emounim, mouvement israélien d'extrême droite, à partir des années 1980. Elles prennent souvent la forme de cités-dortoirs, leurs habitants travaillant hors de l'implantation, et y rentrant seulement en fin de journée. Les habitants de ce type de villages sont socialement pour une bonne part des cols blancs.  
Ces types de villages ont été fondés à partir de 1975.  
En 2013, il y avait 118 villages communautaires pour une population totale de 84 800 habitants.

## Histoire
Le « village communautaire » est différent du village coopératif traditionnel en Israël - du type kibboutz et moshav - ; il n'a pas de caractère socialiste. La fondation de ces communautés est apparue dans les années 1970 comme un mouvement non politique en faveur de nouvelles implantations urbaines en Israël, mais à partir des années 1980, elles ont été développées par l'Organisation sioniste mondiale et par Amana, une organisation pro-colonisation au sein du Goush Emounim, mouvement fondamentaliste. Dès lors, en Cisjordanie ces nouveaux villages correspondent à une forme nouvelle de colonisation israélienne de la Cisjordanie ; en Galilée ils sont fondés pour installer des Israéliens dans des zones où les Palestiniens de citoyenneté israélienne sont les plus nombreux, avec l'objectif d'instaurer un « équilibre démographique » entre les Juifs et les Arabes. 
Ces implantations ont les moyens d'empêcher les Palestiniens ayant la citoyenneté israélienne de s'y installer. Les tribunaux israéliens approuvent également cette politique dans leurs décisions. La loi interdit explicitement la discrimination à l'encontre des membres d'autres groupes sociaux, mais elle autorise les comités d'admission à rejeter les candidats pour des motifs aussi vagues que« l'inadaptation à la vie sociale de la communauté » ou à son « tissu socioculturel » ou encore aux « caractéristiques uniques de la communauté telles que définies dans ses statuts ». Les organisations de défense des droits de l'homme affirment que la loi pourrait encore permettre aux communautés de discriminer des individus sur la base de facteurs tels que l'orientation sexuelle, le handicap ou l'appartenance ethnique, ce qui contreviendrait aux normes juridiques israéliennes et internationales en matière de lutte contre la discrimination.

## Organisation en coopérative
Dans une ville ordinaire, n'importe qui peut acheter une propriété, mais dans une localité communautaire, les résidents du village sont organisés en coopérative et ont le pouvoir d'approuver ou de s'opposer à la vente d'une maison ou d'un commerce à n'importe quel acheteur. Les résidents d'une localité communautaire peuvent avoir une idéologie commune, une perspective religieuse ou un mode de vie particulier qu'ils souhaitent perpétuer en n'acceptant que des personnes partageant les mêmes idées. Par exemple, une localité communautaire à vocation familiale qui souhaite éviter de devenir une communauté de retraités peut choisir de n'accepter comme nouveaux résidents que de jeunes couples mariés.